# Calle de Fernández de los Ríos
La calle de Fernández de los Ríos es una vía urbana de la ciudad de Madrid.

## Descripción e historia
La calle, que discurre enteramente por el distrito de Chamberí con sentido este-oeste, atravesando los barrios de Gaztambide y Arapiles, comienza en la calle de Bravo Murillo y finaliza en su cruce con la calle de Isaac Peral, cerca de la plaza de Moncloa y de la calle de Princesa.
Debe su nombre al político y urbanista Ángel Fernández de los Ríos, que en su plan de Madrid propuso un proyecto de vía no llevado a cabo, a la que denominó Alameda de Stephenson, en honor a su admirado inventor de la locomotora, que recorrería un trayecto parecido a la calle de Fernández de los Ríos, yendo desde el Paseo de la Castellana en el cruce con el camino de Hortaleza (López de Hoyos) y el camino de Chamartín hasta la calle Princesa. Hilario Peñasco de la Puente y Carlos Cambronero señalaron en 1900 que por aquel entonces la calle que comenzaba en Bravo Murillo finalizaba en el campo. Hasta ya entrada la década de 1920 no pudo terminarse de abrir el tramo de la vía entre Magallanes y Vallehermoso, ya que sobre este se alzaba hasta entonces el cementerio de la Sacramental de San Luis y San Ginés. Antes de la posguerra, Luis Gutiérrez Soto proyectó en 1931 en el número 53 de la calle unas viviendas de estilo racionalista. El 14 de febrero de 1995 se abrió en el número 42 de la calle, en una antigua capilla, el teatro de La Abadía.